# Karlo Lalić
Karlo Lalić (* 20. Jänner 2003) ist ein österreichisch-kroatischer Fußballspieler.

## Karriere
Lalić begann seine Karriere bei der Kapfenberger SV. Im Mai 2018 debütierte er gegen den USV St. Anna für die Amateure der Kapfenberger in der Landesliga. In der Saison 2017/18 kam er zu drei Einsätzen in der vierthöchsten Spielklasse, aus der er mit der Kapfenberger Zweitmannschaft zu Saisonende allerdings in die Oberliga absteigen musste. In der Saison 2018/19 kam Lalić zu neun Einsätzen für die dritte Mannschaft der KSV, den ASC Rapid Kapfenberg, in der sechstklassigen Unterliga.
Im Juni 2020 stand er gegen den SV Horn erstmals im Profikader der Steirer. Sein Debüt in der 2. Liga gab er schließlich im Juli 2020, als er am 29. Spieltag der Saison 2019/20 gegen den Floridsdorfer AC in der Halbzeitpause für Amar Kvakić eingewechselt wurde. Insgesamt kam er zu 32 Zweitligaeinsätzen, ehe er den Verein im Jänner 2024 verließ.
Im Februar 2024 wechselte er dann nach Slowenien zum Zweitligisten NK Krka. Für Krka kam er insgesamt zu 21 Einsätzen in der 2. SNL. Im Jänner 2025 verließ er den Verein wieder. Im Februar 2025 wechselte er zu Ligakonkurrent NK Drava Ptuj. Für Ptuj lief er achtmal in der 2. SNL auf, aus der das Team aber zu Saisonende abstieg. Daraufhin verließ er Drava nach der Saison 2024/25 wieder.
Zur Saison 2025/26 kehrte er nach Österreich zurück und wechselte zu Regionalligist FC Marchfeld Donauauen.